# Saint-Saturnin-lès-Avignon
Saint-Saturnin-lès-Avignon är en kommun i departementet Vaucluse i regionen Provence-Alpes-Côte d'Azur i sydöstra Frankrike. Kommunen ligger i kantonen L'Isle-sur-la-Sorgue som tillhör arrondissementet Avignon. År 2022 hade Saint-Saturnin-lès-Avignon 5 211 invånare.

## Befolkningsutveckling
Antalet invånare i kommunen Saint-Saturnin-lès-Avignon
| Referens: INSEE |